# Centris lutea
Centris lutea är en biart som beskrevs av Heinrich Friese 1899. Centris lutea ingår i släktet Centris och familjen långtungebin. Inga underarter finns listade.